# ORP Generał Kazimierz Pułaski
L'ORP General Kazimierz Pułaski est l'une des deux frégates lance-missiles de la classe Oliver Hazard Perry en service dans l'US Navy puis dans la marine polonaise à partir de 2000.
Servant dans la marine américaine sous le nom d'USS Clark (FFG-11), il est le cinquième navire de la classe construit, portant le nom de l'amiral Joseph James « Jocko » Clark (1893-1971). Le navire est transféré ensuite à la Pologne et nommé en l'honneur de Kazimierz Pułaski, militaire polonais qui a combattu à la fois dans la guerre de la Confédération de Bar en Pologne et plus tard dans la guerre d'indépendance américaine.

## Historique

### US Navy
Commandé par l'US Navy à Bath Iron Works le 27 février 1976 dans le cadre du programme FY76, le Clark est mis sur cale le 17 juillet 1978 et lancé le 24 mars 1979. La frégate est mise en service le 9 mai 1980, sponsorisé par Mme Olga Clark, la veuve de Joseph J. Clark. Il s'agit du seconde navire de la marine américaine mis en service sous le nom d'USS Clark.
En juillet 1982, le Clark secourt trois marins du porte-avions John F. Kennedy passés par-dessus bord dans l'océan Atlantique, au large des côtes espagnoles. Un quatrième marin ne sera jamais retrouvé.
En décembre 1992, le Clark opère à proximité lorsque l'équipage d'un F-14 est contraint de s'éjecter lors d'opérations d'entraînement au large des côtes de Virginie. L'hélicoptère du Clark secourt l'agent d'interception radar et un hélicoptère de la Garde côtière américaine sauve plus tard le pilote.
En avril 1994, le Clark change de port d'attache en quittant Newport pour Norfolk. Désarmé et rayé de la liste de l'US Navy le 15 mars 2000, il est transféré à la marine polonaise le même jour.

### Marine polonaise
Le navire est remis en service sous le nom d'ORP Generał Kazimierz Pułaski (en l'honneur de Kazimierz Pułaski) le 25 juin 2000, lors d'une cérémonie en présence de la secrétaire d'État américaine Madeleine Albright. Le commandant polonais Marian Ambroziak en prend le commandement. Depuis son transfert en Pologne, le Generał Kazimierz Pułaski participe à de nombreux exercices de l'OTAN en mer Baltique.
Après une modernisation majeure réalisée en 2015-2016, sa fin de carrière est prévu pour 2025.

## Récompenses et décorations

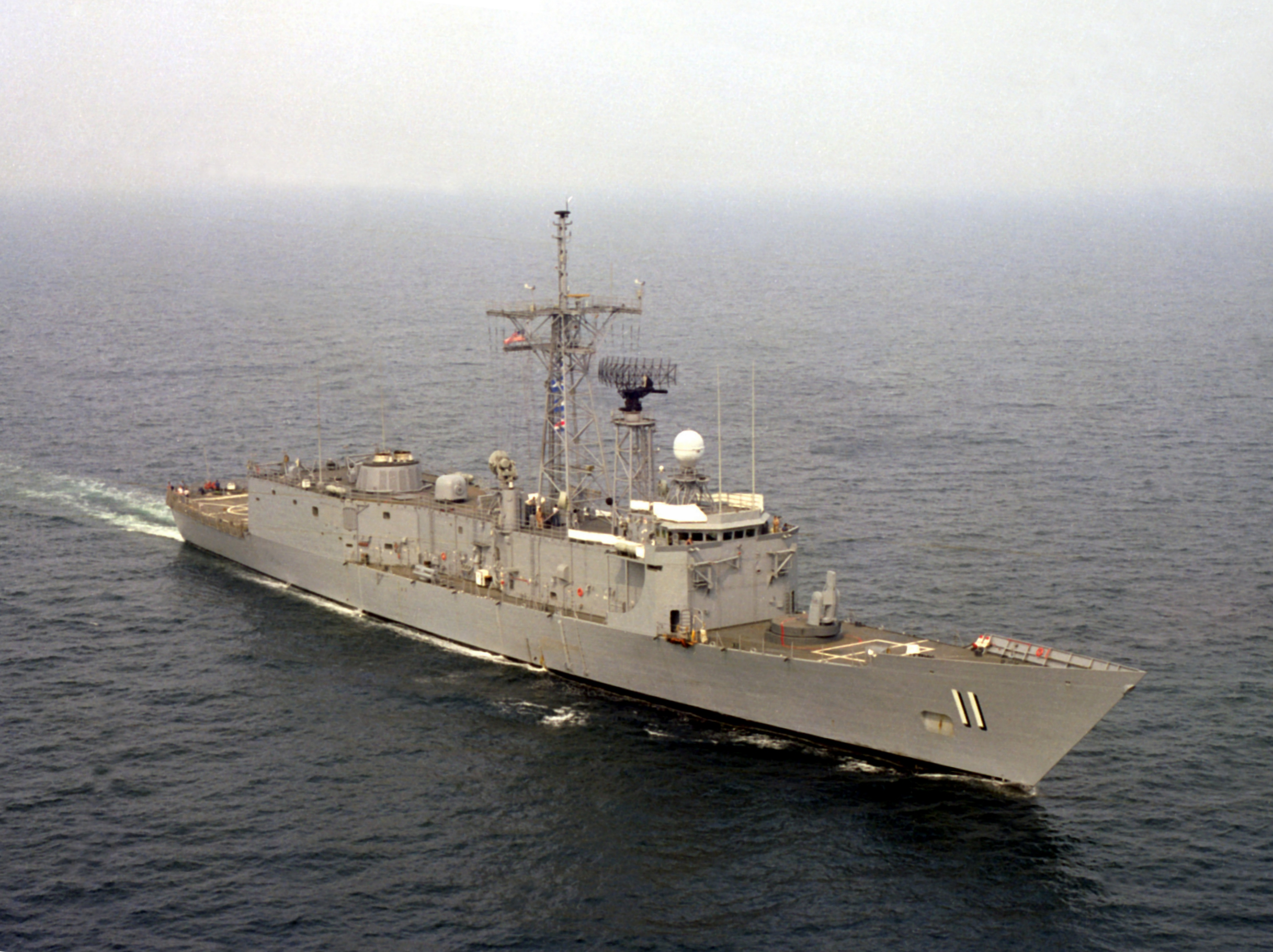
L'USS Clark en 1981.

L'USS Clark et son équipage ont reçu les récompenses et décorations suivantes, selon le site Web des récompenses d'unité de l'US Navy:
- Humanitarian Service Medal pour l'évacuation du Liban, 23 au 25 juin 1982
- Armed Forces Expeditionary Medal pour le Liban, du 11 décembre 1983 au 21 janvier 1984
- Coast Guard Unit Commendation, du 31 octobre 1984 au 31 décembre 1984
- Meritorious Unit Commendation, du 1er février 1984 au 21 avril 1984
- Special Operations Service Ribbon de la Garde côtière américaine, trois récompenses, d'avril à juin 1989, de juillet à septembre 1989 et du 19 janvier 1990 au 24 février 1990.
- Navy E Ribbon, deux récompenses, années 1992 et 1995
- Joint Meritorious Unit Award, 1997.

L'USS Clark a également été nommé pour la Outstanding Unit Citation du Service de santé publique des États-Unis pour ses opérations menées du 24 juin 1994 au 12 juillet 1994, mais ne remportera pas cette décoration. Le navire est signalé près d'Haïti à la mi-juillet 1994 à peu près au moment où de nombreux réfugiés fuyaient Haïti à bord de petits bateaux.